# Municipio de Kickapoo (Misuri)
El municipio de Kickapoo (en inglés: Kickapoo Township) es un municipio ubicado en el condado de Platte en el estado estadounidense de Misuri. En el año 2010 tenía una población de 5140 habitantes y una densidad poblacional de 129,14 personas por km².

## Geografía
El municipio de Kickapoo se encuentra ubicado en las coordenadas 39°16′3″N 94°45′16″O / 39.26750, -94.75444. Según la Oficina del Censo de los Estados Unidos, el municipio tiene una superficie total de 39.8 km², de la cual 39.69 km² corresponden a tierra firme y (0.27%) 0.11 km² es agua.

## Demografía
Según el censo de 2010, había 5140 personas residiendo en el municipio de Kickapoo. La densidad de población era de 129,14 hab./km². De los 5140 habitantes, el municipio de Kickapoo estaba compuesto por el 94.42% blancos, el 1.61% eran afroamericanos, el 0.54% eran amerindios, el 1.07% eran asiáticos, el 0.31% eran isleños del Pacífico, el 0.78% eran de otras razas y el 1.26% pertenecían a dos o más razas. Del total de la población el 3.77% eran hispanos o latinos de cualquier raza.